# Station Wicklow
Station Wicklow  is een treinstation in Wicklow in het gelijknamige graafschap in Ierland. Het ligt aan de lijn Dublin - Rosslare. Wicklow heeft een  beperkte dienstregeling. In beide richtingen vertrekken op werkdagen dagelijks vijf treinen.